# SN 2005bi
SN 2005bi – supernowa typu II odkryta 11 kwietnia 2005 roku w galaktyce M+07-34-36. W momencie odkrycia miała maksymalną jasność 18,50m.